# Federico Insúa
Federico Insúa (Buenos Aires, 3 de gener de 1980) és un futbolista argentí, que ocupa la posició de migcampista.
S'inicia a les categories inferiors de l'Argentinos Juniors, debutant professionalment al novembre de 1997. Després de cinc temporades, és transferit al Club Atlético Independiente el 2002. A l'any següent, avalat pel triomf al campionat local, marxa al Màlaga CF, de la primera divisió espanyola, on no té reeixida, tornant a Independiente.
Al començament de la campanya 05/06 fitxa pel Boca Juniors. Eixa temporada va de menys a més, acabant sent el conductor del joc xeneize i guanyant dos trofeus continentals. Retorna a Europa al juliol del 2006, transferit per 4 milions d'euros al Borussia Mönchengladbach alemany.
Hi roman un any al club germànic, que perd la categoria. El migcampista recala al Club América, on hi disputa any i mig, fins a ser cedit a un altre conjunt mexicà, el Necaxa. Al maig del 2009 retorna a Boca Juniors per 3,5 milions de dòl·lars.

## Selecció
Insúa ha estat internacional amb l'Argentina en 13 ocasions, acudint a la convocatòria de forma esporàdica.

## Títols
- Primera División Argentina Apertura 2002
- Recopa Sudamericana 2005
- Primera División Argentina Apertura 2005
- Copa Sudamericana 2005
- Primera División Argentina Clausura 2006